# 電纜

電纜內部示意圖

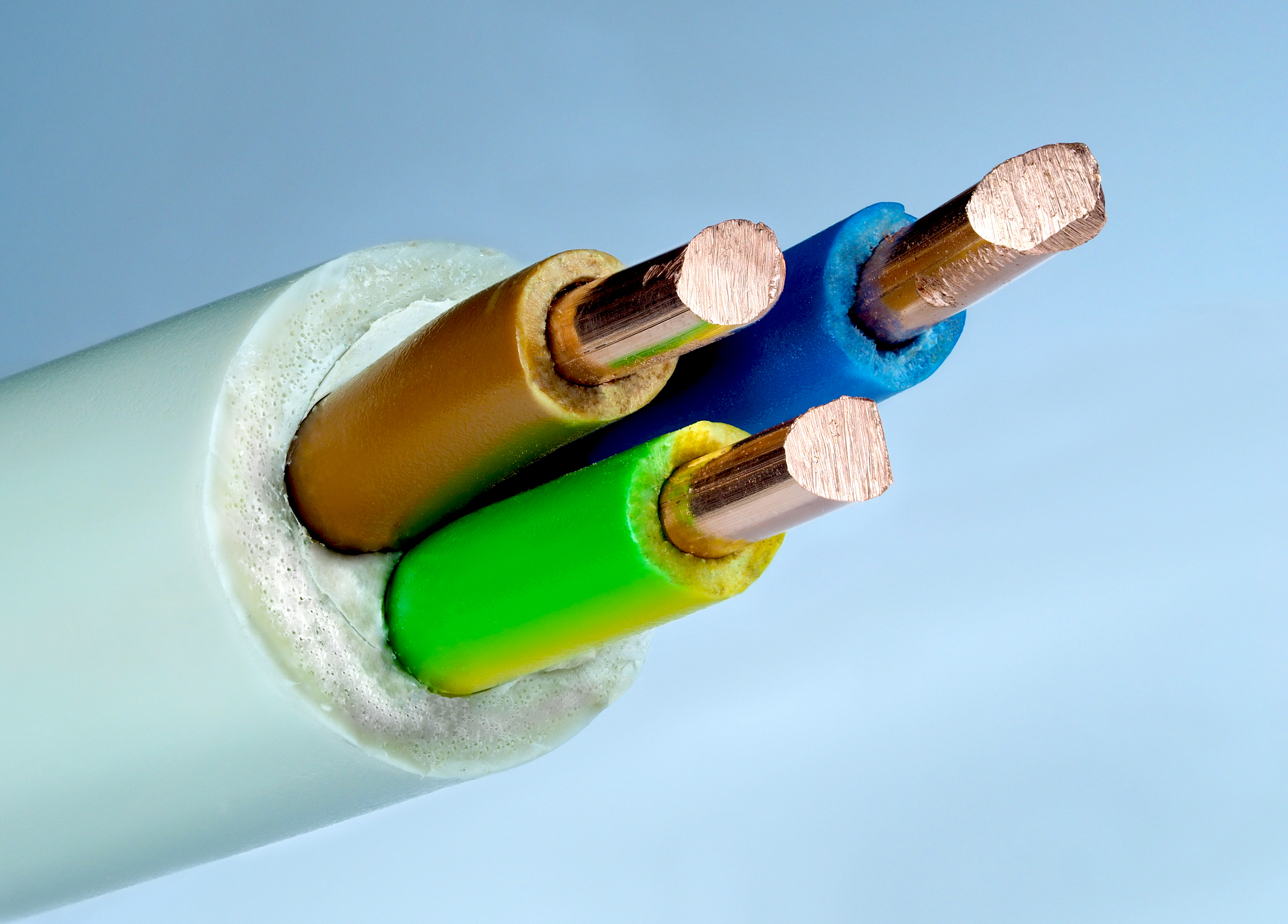
電纜與銅製電線

电缆，是连接两个设备传输电信号的组件，由两条或更多的导线粘合、扭曲或编织在一起形成。电缆的用途广泛并且每个用途都需特制，它的功能大至传输电能、电信号和实现电磁能转换的线材产品。
电力缆通常由传输电力或电信号的缆芯和起到保护、绝缘作用的护套组成。只含有一条缆芯且直径较细的电缆通常被称为电线。而没有绝缘护套的电线，被称为裸线。电缆中的缆芯由导电性能良好的金属材料制成，通常使用导电性能良好的铜或成本较低的铝。
1836年世界上製造出第一根銅線外用橡皮帶包紮的低電壓（600伏特以下）電力用電線。

## 電纜用金屬材料
| 金屬種類     | 電阻率（20°C）                  | 電阻溫度係數（20°C） | 備註 |
| ------------ | ------------------------------- | -------------------- | --- |
| 銅           | 1.678×10-8 Ω·m                  | 0.0039               | 導電性僅次於銀，導熱性僅次於金、銀；抗腐蝕，無磁性，塑性好，易於焊接，用途廣泛。銅合金主要為提高銅的耐磨性，耐腐蝕性及機械物理性能。                   |
| 銀           | 1.59×10-8 Ω·m                   | 0.0038               | 金屬導電性及導熱性最高，具有良好的耐腐蝕性及耐氧化性，易於焊接；主要用於鍍層和包複層；主要用做耐高溫線及（注：依照集膚效應原理）用做高頻通訊電纜導體。 |
| 鋁           | 2.82×10-8 Ω·m                   | 0.0039               | 導電性僅次於銀、銅、金；導熱性好，耐腐蝕性好，機械強度一般，塑性好，比重小。缺點是抗拉強度低，不易焊接。鋁合金主要為提高鋁的機械強度，耐熱性及可焊性。 |
| 金           | 2.44×10-8 Ω·m                   | 0.0034               | 用做耐高溫線。 |
| 鎳           | 6.99×10-8 Ω·m                   |                      | 用做耐高溫線。 |
| 鐵（不銹鋼） | 1.00×10-7 Ω·m （7.40×10-7 Ω·m） | 0.005                | 常作複合導體的加強材料，如鋼芯鋁絞線，銅包鋼，鋁包鋼線等。                                                                                             |
| 鋅           | 6.02x10-8 Ω·m                   |                      | 用做鋼絲/鋼帶/鐵導體的鍍層，用以防腐蝕。 |
| 錫           | 1.09×10-7 Ω·m                   |                      | 用做鋼絲/銅線的鍍層，用以防腐蝕，並有利於銅線的焊接。                                                                                                  |

## 应用类别
- 电力电缆
电力系统中用来传输和分配大功率电能的电缆。如常见的额定运行电压低于1000V的低压电缆、额定运行电压在3.6/6~26/35kV之间的中压电缆，额定运行电压高于110kV的高压电缆等。架空输电线常使用裸线以节约绝缘材料的成本，如绞线（钢芯铝绞线、铝绞线、铝包钢绞线、铝合金绞线）、软接线、型线和型材等。
- 架空電纜
用於鐵路電氣化，是鐵路電氣化的方法之一。
- 控制电缆
主要用于传送控制、测量信号等的电缆。适用于工矿企业、能源交通部门、供交流额定电压450/750伏以下控制、保护线路等场合使用。
- 绕组线
实现电磁转换所使用的导电线材。如漆包线、丝包线等。常用于电动机，发电机，变压器等电磁转换设备中。
- 通讯电缆
用以传输电信号（如电话话音信号、电视图像信号、网络通讯信号等）的电缆。常见如电话电缆、同轴电缆、网络电缆等。
- 电气装备用电缆
装配设备用的安装线和控制线等产品。如民用电线、控制电缆、仪表线、电子线、加热电缆、热电偶补偿线等，通常对产品的最大外径有要求。
- 電纜地下化
電纜地下化技術，可降低路上城市的干擾度，增加路上空間使用度，同時電纜地下化能保護電纜，增長電纜的使用壽命，為世界各地規劃研究重要議題。
- 網絡電纜
常用的網絡電纜有三種：雙絞線電纜、同軸電纜和光纖電纜（或簡稱光纜）。

## 种类
电线电缆按照有没有绝缘层可以分为裸导线和绝缘导线
- 裸导线：只有导体的部分，没有绝缘层和保护层的导线。裸导线按照不同的形状和结构可以分为
  - 圆单线：主要用于电线、电缆的导电线芯，或是直接用于架空的通信广播线等。
  - 软接线：主要用于电动机、电器的电刷连接线，移动式电器的连接用线等。
  - 型线：指横截面不是圆形的裸导线，主要用于安装配电设备及其他的电工制品。
  - 绞合线：由多股裸导线绞合在一起制成的，比较软，但有强度。主要用于架空线路的连接。
- 绝缘导线：由导电线芯、绝缘层和保护层组成，导线线芯有单芯、双芯、三芯和多芯等几种。又可分为：
  - 电磁线
  - 电气设备用电线电缆
  - 电力电缆
  - 通信电线电缆

## 高壓電纜結構
- 導體層
  - 依材料分類：銅導體、鋁導體
  - 依結構分類：無分割導體、分割導體(英文：milliken conductor 或 segment conductor)。不論導體有無分割，導體層都是由多根細導體絞線而成。
- 絕緣押出層
  - 在此製成，可為單層、雙層或三層押出，高壓電纜中，通常為三層押出。
    - 內導電層
      - 材料：半導體
      - 功能：包覆導體，使導體最外層形成光滑的表面。

    - 絕緣層
      - 材料：絕緣體。XLPE(交連PE)、橡膠等，皆可做為絕緣材料。
      - 功能：高阻抗，使導體與外部絕緣，並且避免高壓電通電時造成閃烙。

    - 外導電層
      - 材料：半導體(有時會與內導體層相同材料)
      - 功能：包覆絕緣層，使內導電層與外導電層，形成均勻的電場。
- 金屬層
- 被覆層
- 鎧裝

## 相關組織與標準
- 中華民國國家標準（CNS）
  1. CNS 670 鍍錫軟銅單電線
  2. CNS 672 鍍錫軟銅絞電線
  3. CNS 679 600V聚氯乙烯絕緣電線
  4. CNS 689 塑膠絕緣電線電纜檢驗法
  5. CNS 1364 裸軟銅單電線
  6. CNS 1365 裸軟銅絞電線
  7. CNS 2655 交連聚乙烯絕緣聚氯乙烯被覆電力電纜
  8. CNS 3301 600V聚氯乙烯絕緣聚氯乙烯被覆電纜（VV）
  9. CNS 11174 耐燃電線
  10. CNS 11175 耐熱電線
- 美國國家標準協會（ANSI）
  1. ANSI C2 國家電機安全法規
- 美國材料和試驗協會（ASTM）
  1. ASTM B3 軟或軟化銅電線
  2. ASTM B8 同心層銅導體絞線、硬、中硬及軟抽銅
  3. ASTM B33 電機用鍍錫軟銅或軟化銅線
  4. ASTM B189 電機用鍍鉛及鍍鉛合金軟銅線
  5. ASTM E622 實心材料燃燒時釋放煙濃度試驗
  6. ASTM D2863 測量可維持塑膠如同蠟燭燃燒狀況所需氧氣指數最低氧氣濃度
- 絕緣電纜工程師協會（ICEA）
- 国际电工委员会（IEC）
  1. IEC 60331 電纜之防火特性
  2. IEC 60332 測試電纜線在火中之狀態
  3. IEC 60332-1 一條垂直的絕緣導線或電纜上測試
  4. IEC 60332-3 成束導線及電纜 B 類測試
  5. IEC 60540 電纜、電線之絕緣及被覆試驗方法
  6. IEC 60754 電纜燃燒時釋放氣體之試驗
  7. IEC 60840   30kV~150kV 陸纜系統之絕緣押出及其配件之測試方法與要求
  8. IEC 62067 150kV~500kV 陸纜系統之絕緣押出及其配件之測試方法與要求
- 电气电子工程师学会（IEEE）
  1. IEEE 383 CLASS IE 電纜現場接續、連接，以供核能發電廠之型式試驗
- 日本產業規格（JIS）
  1. JIS C3102 軟銅線
  2. JIS C3105 硬抽銅絞線
  3. JIS C3307 600V聚氯乙烯絕緣電線（IV）
  4. JIS C3401 600V控制電纜
  5. JIS C3605 600V交連聚乙烯絕緣電纜
- 美國電氣製造商協會（NEMA）
- 國際大型電力系統理事會(CIGRE)
  1. CIGRE TB303
  2. CIGRE TB490 含絕緣押出之30kV~150kV長距離海纜測試建議
  3. CIGRE TB623
  4. CIGRE TB722

- 美国消防协会（NFPA）
  1. NFPA 70 美國國家電機法規

## 外部連結
- British Cables （页面存档备份，存于）
- BS 7671:2008 Cable Sizing Tool （页面存档备份，存于）
- Power Cords Blog - Industry News and Information （页面存档备份，存于）